# Андре Антоан
Андре Антоан (на френски: André Antoine) е френски драматичен артист, филмов и тетрален режисьор, театрален критик. Най-големият представител на театралния натурализъм, основател и лидер на „Театър Антоан“ (1896) и на „Свободен театър“ (1887-1894) в Париж, от който пропагандира естетическите принципи на натуралистичната школа, установени от Емил Зола. Бори се срещу мелодрамата и еснафската драматургия. Поставя творби на Зола и на чужди прогресивни драматурзи - Лев Толстой, Хенрик Ибсен, Герхарт Хауптман, Иван Тургенев и др. Възглавява театър „Одеон“ (1906-1914), в който се стреми към реалистични реформи. Утвърждава режисьорското изкуство като самостоятелно творчество в края на 19 век.